# Saint-Martin-du-Bec
Saint-Martin-du-Bec is een gemeente in het Franse departement Seine-Maritime (regio Normandië) en telt 619 inwoners (1999). De plaats maakt deel uit van het arrondissement Le Havre.

## Geografie
De oppervlakte van Saint-Martin-du-Bec bedraagt 4,1 km², de bevolkingsdichtheid is 151,0 inwoners per km².
De onderstaande kaart toont de ligging van Saint-Martin-du-Bec met de belangrijkste infrastructuur en aangrenzende gemeenten.

## Demografie
Onderstaande figuur toont het verloop van het inwonertal (bron: INSEE-tellingen).